# جاندار گل سفلی
جاندار گل سفلی (به لاتین: Jandar Gol-e Sofla) یک منطقهٔ مسکونی در افغانستان است که در ولایت بامیان واقع شده‌است.